# Oper Breslau

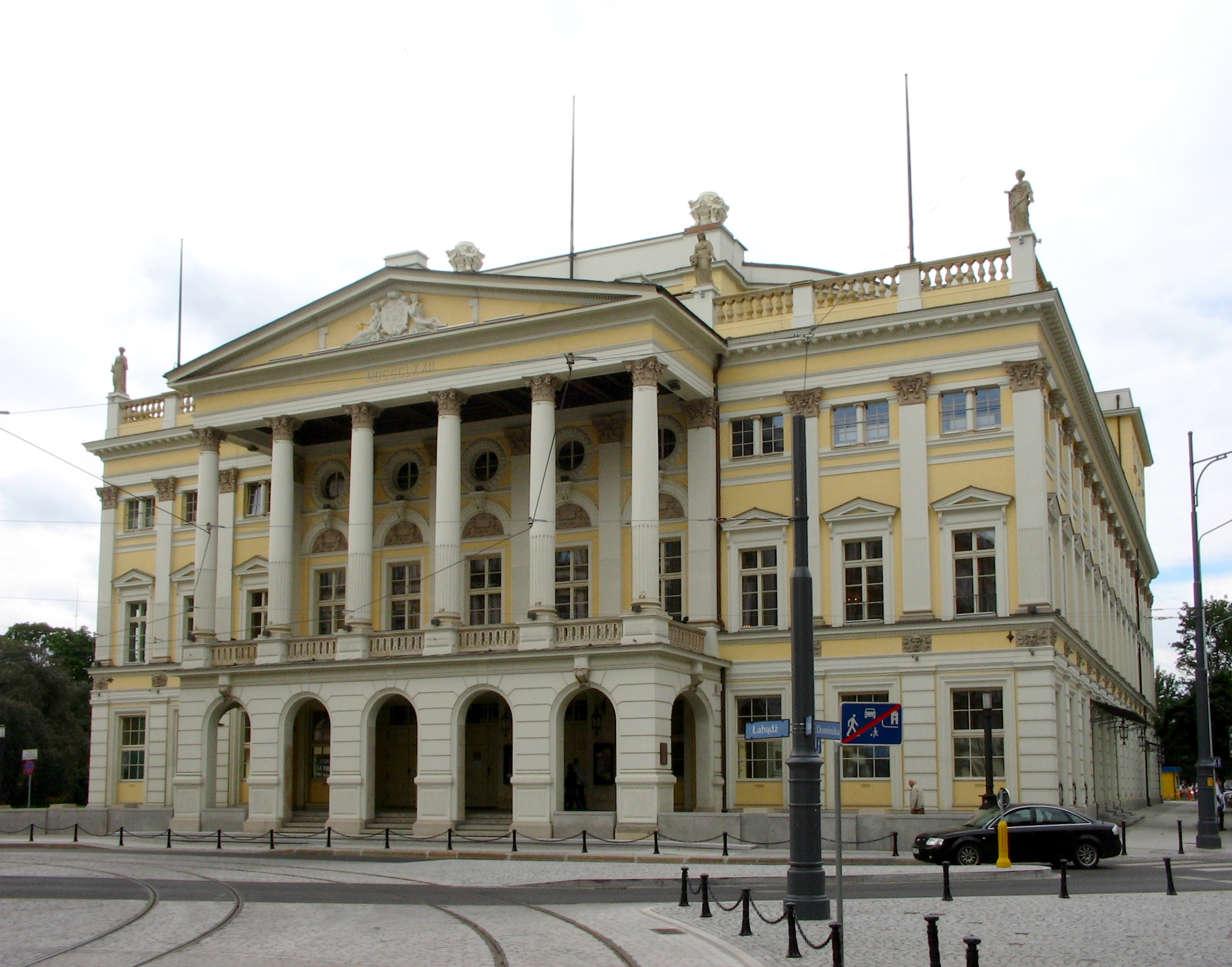
Opernhaus Breslau

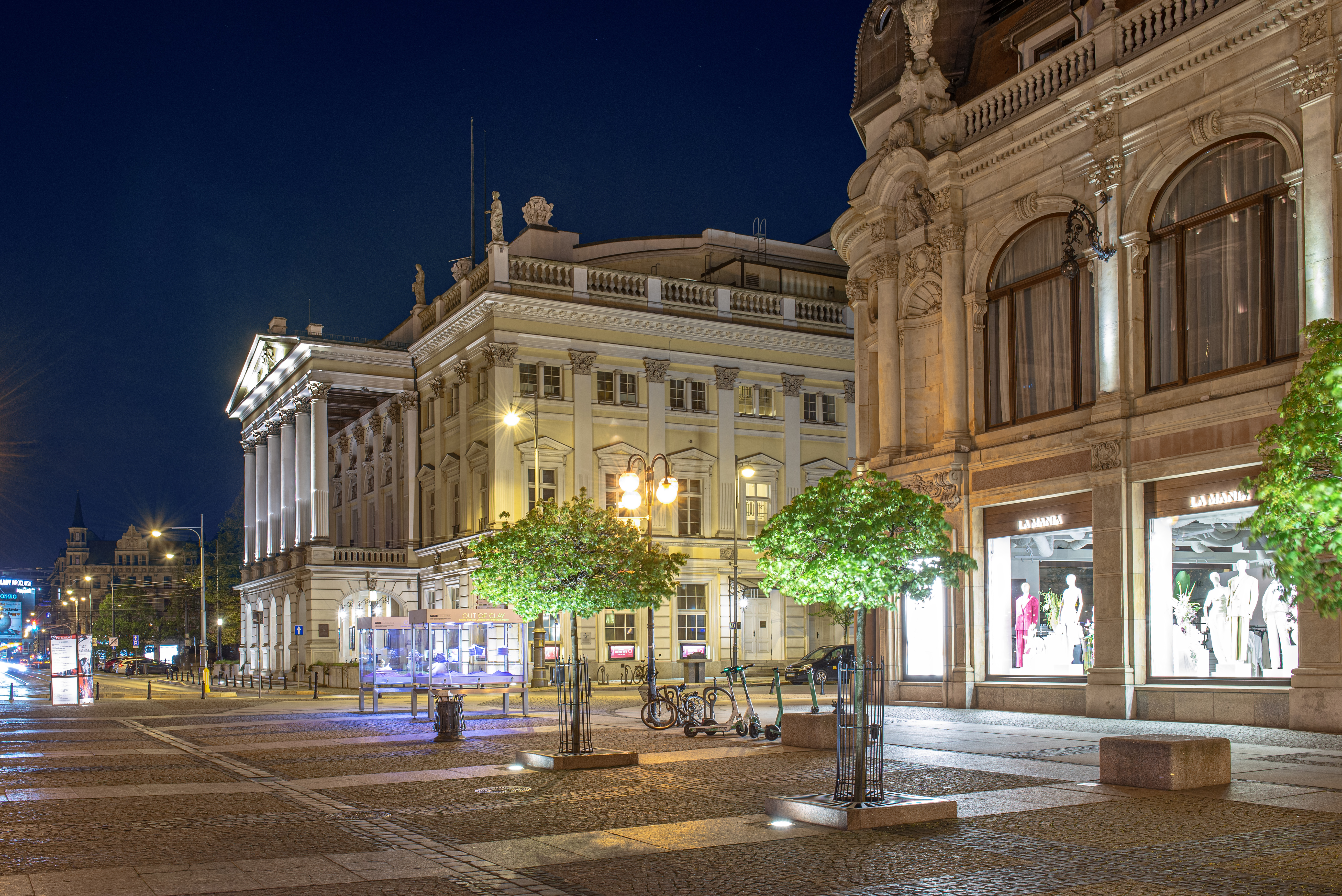
Das Opernhaus bei Nacht

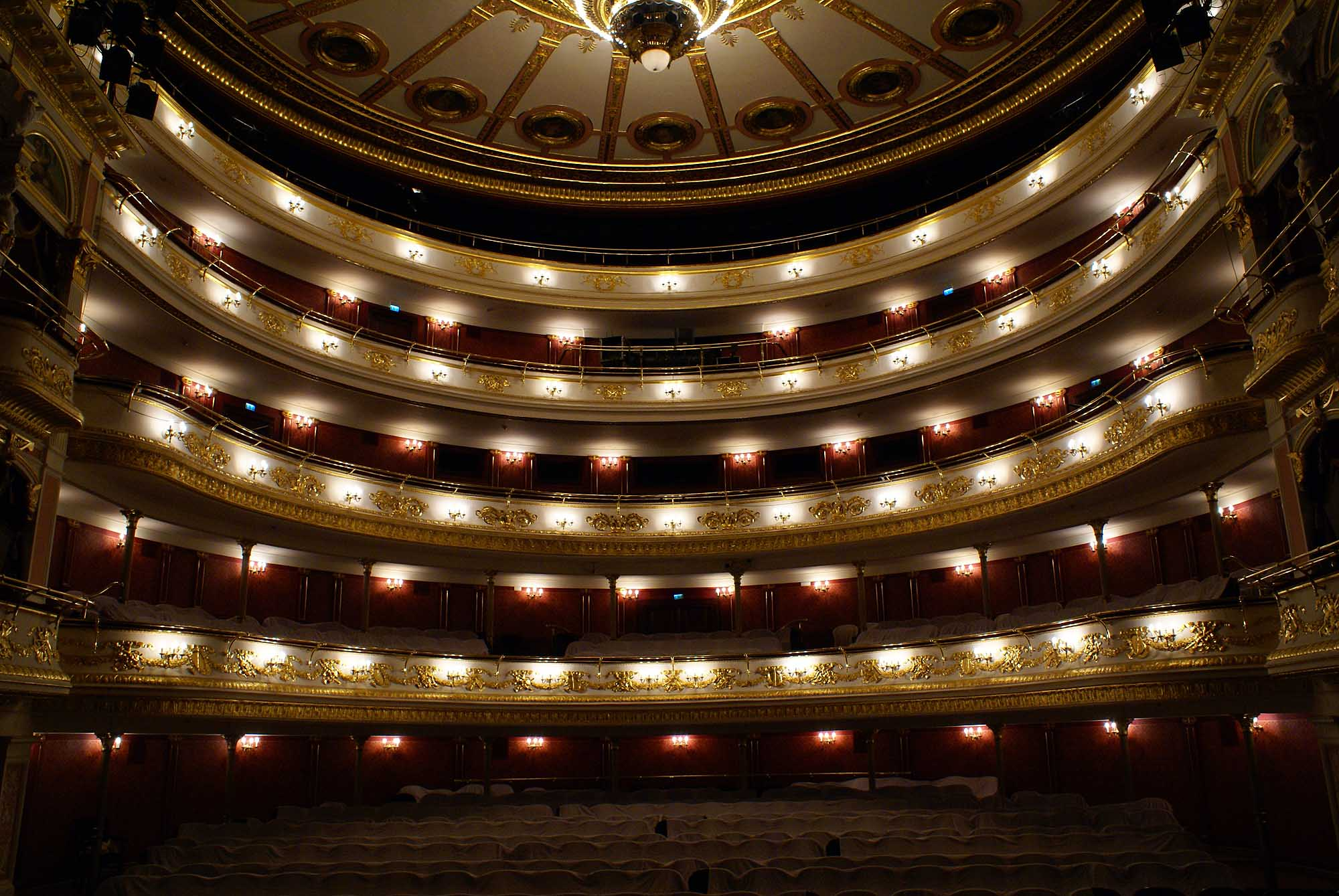
Blick auf die Ränge im Gebäude

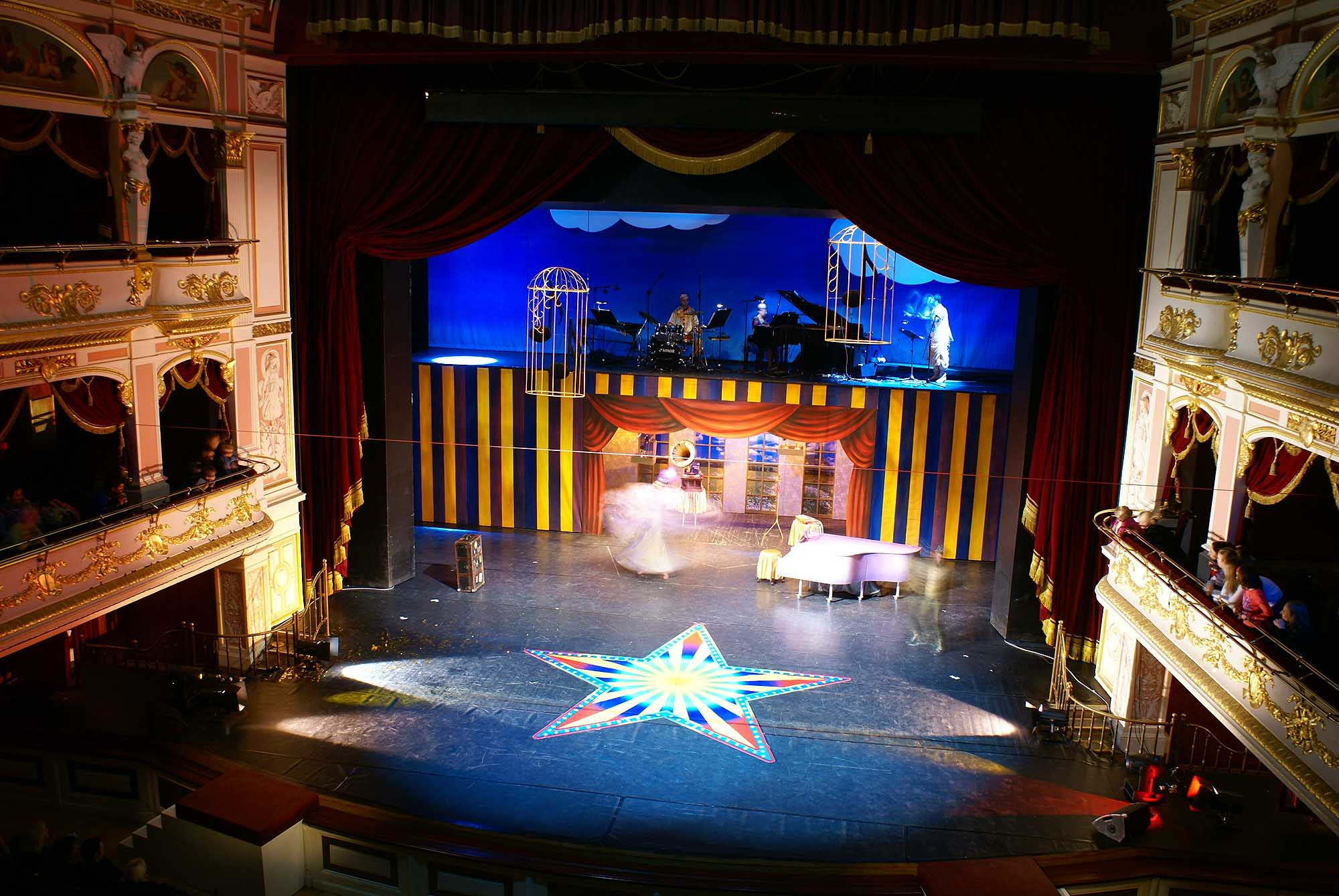
Ansicht der Bühne während einer Aufführung

Die Oper Breslau (polnisch: Opera Wrocławska) ist eine Institution, die im ehemaligen Breslauer Stadttheater Opern spielt. Das Opernhaus steht im Breslauer Stadtbezirk Stare Miasto nahe der Dorotheenkirche.

## Gebäude
Das Gebäude des Stadttheaters in Breslau ersetzte 1841 einen erheblich kleineren und zu dieser Zeit bereits sehr heruntergekommenen Theaterbau von Carl Gotthard Langhans aus dem Jahr 1782. Der Neubau an der vornehmen Schweidnitzer Straße entstand nach einem Entwurf seines Sohnes, des Architekten Carl Ferdinand Langhans.
Das Haus wurde nach zwei Bränden 1865 und 1871 von Carl Johann Lüdecke bzw. Karl Schmidt erheblich umgebaut, in den beiden Weltkriegen jedoch nicht zerstört. Das Bühnenhaus wurde 1954–1956 nach den Plänen von Andrzej Frydecki zum Schlossplatz hin unter Fortführung der klassizistisch-eklektischen Fassadengliederung erweitert. 1997 verursachte das Hochwasser der Oder (und des benachbarten Stadtgrabens) starke Schäden, die bei der 2005 abgeschlossenen Renovierung und Brandschutzsanierung beseitigt wurden.

## Spielbetrieb
1804 empfahl der deutsche Komponist Georg Joseph Vogler den damals erst 17-Jährigen Carl Maria von Weber der Breslauer Oper als Kapellmeister. Dieser wurde somit – wenn auch noch nicht offiziell so genannt – zum ersten Generalmusikdirektor der Musikgeschichte. Von 1830 bis 1864 war Eugen Seidelmann Kapellmeister des Stadttheaters.
Am 8. September 1945 wurde der Spielbetrieb der polnischen Oper in Breslau mit der Premiere von Halka von Stanisław Moniuszko (Regie Stanislaw Drabik) wieder aufgenommen.
Seit 1995 wird das Haus von der Dirigentin Ewa Michnik (geb. 1943) geleitet, die von 1981 bis 1995 an der Oper Krakau tätig war.
In jüngerer Zeit machte die Breslauer Oper auch durch spektakuläre Großproduktionen – die vorübergehend in der Jahrhunderthalle stattfanden – sowie ihre Wagner-Inszenierungen auf sich aufmerksam.

## Intendanten (Auswahl)
- um 1844/45 Eugen von Vaerst (Direktor und Pächter des Stadttheaters)
- 1857–1864 Friedrich Schwemer[2]
- 1883–1892 Georg Brandes

## Theaterdichter (Auswahl)
- Karl von Holtei (1. Oktober 1844 bis 15. März 1845), Dramaturg am Stadttheater
- Arthur Müller (1828–1873)
- Carl Caro (1850–1884)